# Szubienice w Lwówku Śląskim
Szubienice w Lwówku Śląskim – dwie nieistniejące dziś szubienice, położone niegdyś na zboczu góry Szubienicznej (Pogórze Izerskie) oraz w rynku w Lwówku Śląskim.

## Lokalizacja
Szubienica znajdowała się w zachodniej części Lwówka Śląskiego na stoku Szubienicznej Góry (niem. Galgen-Berg, 265,5 m n.p.m.) lub na jej szczycie, ok. 1,8 km na zach. od lwóweckiego rynku, prawdopodobnie przy obecnej ulicy Sobieskiego, wzdłuż drogi świętego Jakuba (Via Regia), gdzie obecnie znajduje się krzyż na piaskowcowym cokole. Dawniej, obok krzyża, rosły dwie dorodne lipy.
Druga szubienica stała prawdopodobnie obok pręgierza na Rynku.

## Opis

### Szubienica za miastem
Był to obiekt murowany, o średnicy wewnętrznej wynoszącej ok. 5 m. Na koronie szubienicy stały 4 kamienne lub drewniane filary podtrzymujące belki egzekucyjne. Materiał z rozebranej szubienicy w 1820 r. został wykorzystany do budowy stajni przy obecnej ul. Malinowskiego. Prawdopodobny wygląd szubienicy został przedstawiony na wielkim sgraffito w kościele pw. Św. Franciszka z Asyżu w Lwówku Śląskim. Dzieło anonimowego artysty z II poł. XV w. lub początku XVI w pt. „Sąd ostateczny” to malowidło o powierzchni 40 m² na ścianie wewnątrz świątyni. Na środku malowidła autor umieścił szubienicę, a na niej powieszonych 4 skazańców. Możliwe, że scena ta przedstawia rzeczywiste wydarzenie z 4 czerwca 1557.

### Szubienica w rynku
Druga szubienica, w rynku (obok pręgierza), była obiektem drewnianym, wzniesionym w 1623 r. Następną szubienicę postawiono w tym samym miejscu w 1640 r.

## Historia
Już w 1209 r. książę wrocławski Henryk I Brodaty miał nadać rozwijającej się osadzie nad Bobrem liczne przywileje, m.in. niższego sądownictwa. XVI i XVII wieku w Lwówku Śląskim najwyższym organem jurysdykcji w mieście była ława sądowa. Wraz z rozwojem miasta wzrastała przestępczość i zwiększało się zapotrzebowanie na infrastrukturę związaną z utrzymaniem porządku w mieście.
Lwówek Śląski posiada w swojej historii jurysdykcji karnej udokumentowane: szubienicę drewnianą na rynku miejskim obok kamiennego pręgierza, szubienicę murowaną, plac straceń przed furtą zamkową, plac do dekapitacji mieczem, salę sądową z salą tortur i dwa lochy głodowe.
Źródła pisane podają, iż przed zbudowaniem szubienic, przestępców karano na różne sposoby, a szczególnie popularnymi sposobami karania rzezimieszków było zamykanie w dyby i śmierć poprzez utopienie. Oprócz pospolitych kradzieży, w miejscowości dokonywano także aktów rabunku i morderstw. Szubienica zostaje po raz pierwszy wspomniana w zapiskach z 1555 r. „(...) służąca zakopana została pod szubienicą i przebita palem za to, że własne dziecko zabiła i do klozetu wrzuciła”. 4 czerwca 1557 wymienia się trzech bądź czterech młodzieńców skazanych tego dnia na śmierć przez powieszenie. W 1567 r. Barbara Schulze została skazana za dzieciobójstwo na karę śmierci przez utopienie. Kobietę zaszyto w worku z kamieniami w środku, a następnie wór zrzucono z mostu do rzeki Bóbr. W taki sam sposób w 1610 r. została ukarana jedna z córek jednego z mieszczan, w 1619 r. córka miejskiego farbiarza oraz niejaka Urszula Giser. W 1630 r. o dzieciobójstwo posądzono również pewną wdowę, za co i ją utopiono w Bobrze. Prawdopodobnym ojcem dziecka był miejscowy burmistrz oskarżony o cudzołóstwo, który przysięgając na Biblię nie przyznawał się do zamordowanego niemowlęcia. Mężczyzna ostatecznie został oczyszczony z zarzutu. W 1691 r., za podobny czyn, jak wyżej wymienionych kobiet, na karę śmierci przez utopienie, skazano mieszkankę folwarku z podmiejskiej wsi Mojesz.
W XVIII w., w wyniku trzech wojen śląskich, miasto weszło w skład Prus. Pod koniec stulecia murowana szubienica miejska okazała się być zbędna i kłopotliwa. Dalsze jej utrzymanie oznaczało dla miasta dodatkowe wydatki finansowe, a także uniemożliwiało sprzedaży atrakcyjnych, żyznych łąk, które mogły zostać przeznaczone pod grunty orne. Obiekt zlikwidowano ostatecznie w 1820 r.